# Tamsapor (marzobã)
Tamsapor (em armênio: Թան-Շապուհ; romaniz.: Tʼan-Shapuh) foi governador (marzobã) da Armênia, tendo governado de 552/4 a 560. Foi antecedido no governo por Gusnaspe Vararanes e sucedido por Varasdates.

## Nome
Tam é um termo em persa médio que significa "forte". O nome Xapur (Šapur) combina as palavras šāh (rei) pūr (filho), significando literalmente "filho do rei". Seu nome foi utilizado por vários reis e notáveis durante o Império Sassânida e além e deriva do persa antigo Quexaiatia.putra (*xšayaθiya.puθra). Pode ter sido um título, mas ao menos desde as últimas décadas do século II tornou-se um nome próprio. Foi registrado em parta (𐭔𐭇𐭉𐭐𐭅𐭇𐭓, šḥypwḥr) e persa médio (𐭱𐭧𐭯𐭥𐭧𐭥𐭩, šhpwr-y) como Xapur, em pálavi maniqueísta como Xabur (em parta: 𐫢𐫀𐫁𐫇𐫍𐫡, Š’bwhr), no livro pálavi como Xapur (šhpwhl), em armênio como Xapu (Շապուհ, Šapuh) e Xapur (Շապուրհ, Šapurh), em siríaco como Xabor (ܫܒܘܪ, Šāḇōr), em sogdiano como Xapur (š’p(‘)wr), em grego como Sapores (Σαπώρης, Sapṓrēs), Sabur (Σαβούρ, Saboúr) e Sabor (Σαβόρ, Sabór), em latim como Sapores e Sapor, em árabe como Assabur (الصبور, al-Sābūr) e em persa novo como Xapur (شاپور / شاه پور, Šāpur / Šāhpur), Xafur (شاهفور, Šahfur), etc.

## Vida
Sabe-se pouco sobre esse marzobã. Rene Grousset diz que governou de 554 a 560, enquanto Cyril Toumanoff disse que o governo dura de 552 a 560. Estêvão de Taraunitis, um historiador armênio no século X, afirma que retomou o proselitismo masdeísta: "propagou a idolatria e acendeu os fogos sagrados em Restunique, forçando os cristãos a adorar o fogo, mas muitos preferiram a morte". No entanto, é sob seu governo que a Igreja da Armênia organiza o Segundo Concílio de Dúbio. Ele é então substituído por Varasdates.